# 重要防護施設
重要防護施設（じゅうようぼうごしせつ）は、日本において有事が勃発した際に、自衛隊が治安出動・防衛出動をして最優先で警備・防護することになっている施設のこと。

## 概要
当時の防衛庁（現・防衛省）がこの呼称を定め、正式に指定したことが2004年11月28日に明らかになった。防衛庁は、原子力関連施設・政経中枢地区など、破壊されると国民の生命に甚大な被害が出る恐れが高い施設を「Aランク」に指定。破壊されると状況によっては国民の生命・財産に重大な影響をおよぼす恐れが高くなる情報伝達ルートや通信手段である大手報道機関・通信施設、石油コンビナートや大工場、在日米軍基地などを「Bランク」に指定。全国で計135か所（Aランク91か所、Bランク44か所）の施設が重要防護施設に指定され、自衛隊の各方面隊に担当施設が割り振られている。
なお、平時においては「Aランク」「Bランク」施設の警備は警察が担当する。「Aランク」に該当する重要防護施設とその周辺では、機動隊・原子力関連施設警戒隊などの警察部隊が警戒を実施している。
その他、全国各地には自治体施設・公共交通機関・総合病院など、社会的に重要な存在であるにもかかわらず重要防護施設の指定を受けられなかった施設が多数存在するが、これらの警備は、平時においては当該施設側が警備会社と契約して自主的に警備・防犯活動を行うにとどまる。その他、当該施設には警察官による巡回が随時なされている。これらの警備は第一義的に警察が担当し、有事が勃発する恐れが高まれば、警察官の常駐などを行って警備を強化することとなる。
警察では、警戒・警備の対象となる重要施設を総称して「重要防護施設」と呼んでいる。
また、民間でも一部の警備会社では、重要な警備対象を重要防護施設と呼称している場合がある。